# Adriana Nieto
Adriana Nieto Villanueva (Mexikóváros, 1978. március 13. –) mexikói színésznő. 
A magyar nézők a La usurpadora (Paula és Paulina), a Por tu amor (Szeretni bolondulásig), az El privilegio de amar (Titkok és szerelmek) és a Locura de amor (Barátok és szerelmek) című sorozatokból ismerhetik.

## Élete és pályafutása
1978. március 13-án született Mexikóvárosban. Szülei Miguel Ángel Nieto és Marcela Villanueva. Van egy testvére, Claudia. 
Első szerepét 1998-ban kapta a hatalmas sikerű La usurpadorában (Paula és Paulina). Beatriz szerepét játszotta. Olyan színészekkel dolgozott együtt, mint Gabriela Spanic, Fernando Colunga vagy Chantal Andere.
1999-ben megkapta Lizbeth Duval szerepét a szintén sikeres El privilegio de amar (Titkok és szerelmek). Olyan színészekkel dolgozott együtt, mint Adela Noriega, Rene Strickler, Helena Rojo, César Évora vagy Andrés García. Ugyanebben az évben szerepet kapott még a szintén hatalmas sikert elért Por tu amorban (Szeretni bolondulásig). Abigail Parra szerepét játszotta. Olyan színészekkel dolgozott együtt, mint Gabriela Spanic vagy Saul Lisazo.
2000-ben megkapta az első főszerepét a Locura de amorban (Barátok és szerelmek). A sorozatnak szintén hatalmas sikere volt. Azonban Adriana a forgatások alatt többször konfliktusba került a producerekkel és a színészkollégáival; többek közt a sorozat férfi főszereplőjével, Juan Solerrel is, akit Adriana még be is perelt. A helyzet annyira elmérgesedett, hogy a producerek nem sokkal a sorozat forgatásainak a befejezése előtt kirúgták Adrianát a sorozatból. A sorozat utolsó részeiben Irán Castillo játszotta Natalia Sandoval szerepét.
A Locura de amor forgatásain kialakult botrány egyben Adriana színészi karrierjének a végét is jelentette. Ugyanis a botrány után Mexikóban, mint színésznő nem kapott munkát. Ezután Adriana befejezte az egyetemi tanulmányait és hozzáment Francisco Alanishoz. 

## Magánélete
2003. július 10-én hozzáment Francisco Alanishoz, azonban 2011-ben elváltak. Három gyermekük született: María José (2004), valamint egy ikerpár, Juan Pablo és Camila (2007).

## Szerepei
| Év        | Magyar cím            | Eredeti cím            | Szerep           |
| --------- | --------------------- | ---------------------- | ---------------- |
| 1998      | Paula és Paulina      | La usurpadora          | Beatriz          |
| 1998-1999 | Titkok és szerelmek   | El priviliegio de amar | Lizbeth Duval    |
| 1999      | Szeretni bolondulásig | Por tu amor            | Abigail Parra    |
| 2000      | Barátok és szerelmek  | Locura de amor         | Natalia Sandoval |